# Johann Brazda
Johann Brazda (* 15. Juli 1954 in Wien) ist ein österreichischer Sozialwissenschaftler mit Forschungsschwerpunkt Genossenschaftswesen.

## Leben und Werk
Brazda studierte Volkswirtschaft an der Universität Wien, arbeitete ebenda seit 1980 als Universitätsassistent und promovierte 1987 zum Dr. rer. soc. oec. Bis 1998 war er als Universitätsassistent des Forschungsinstituts für Genossenschaftswesen der Universität Wien tätig. Im Juni 1998 erfolgte seine Habilitation für das Fach Betriebswirtschaftslehre der Genossenschaften und seit Oktober 1998 wirkt er als außerordentlicher Universitätsprofessor. 
Brazda ist Leiter des Fachbereichs Genossenschaftswesen des Instituts für Betriebswirtschaftslehre der Fakultät für Wirtschaftswissenschaften der Universität Wien, geschäftsführender Vorstand des Forschungsvereins für Genossenschaftswesen und Mitherausgeber der „Zeitschrift für das gesamte Genossenschaftswesen“. 
Er veröffentlichte, zumeist in Kooperation mit anderen Forschern, umfangreiche Werke zu allgemeinen Fragen des Genossenschaftswesens, zur Geschichte der Verbände und über die Genossenschaften in Mittel- und Osteuropa. 2012 richtete Brazda gemeinsam mit Dietmar Rößl die XVII. Internationale Genossenschaftswissenschaftliche Tagung zum Thema Genossenschaften im Fokus einer neuen Wirtschaftspolitik aus. Im Sommer 2014 erschien die Johann Brazda zum 60. Geburtstag gewidmete Festschrift Genossenschaftswissenschaft zwischen Theorie und Geschichte (Hg. Juhani Laurikari, Robert Schediwy und Tode Todev) mit Beiträgen von mehr als 50 Autoren.